# Halo (cockpitbescherming)

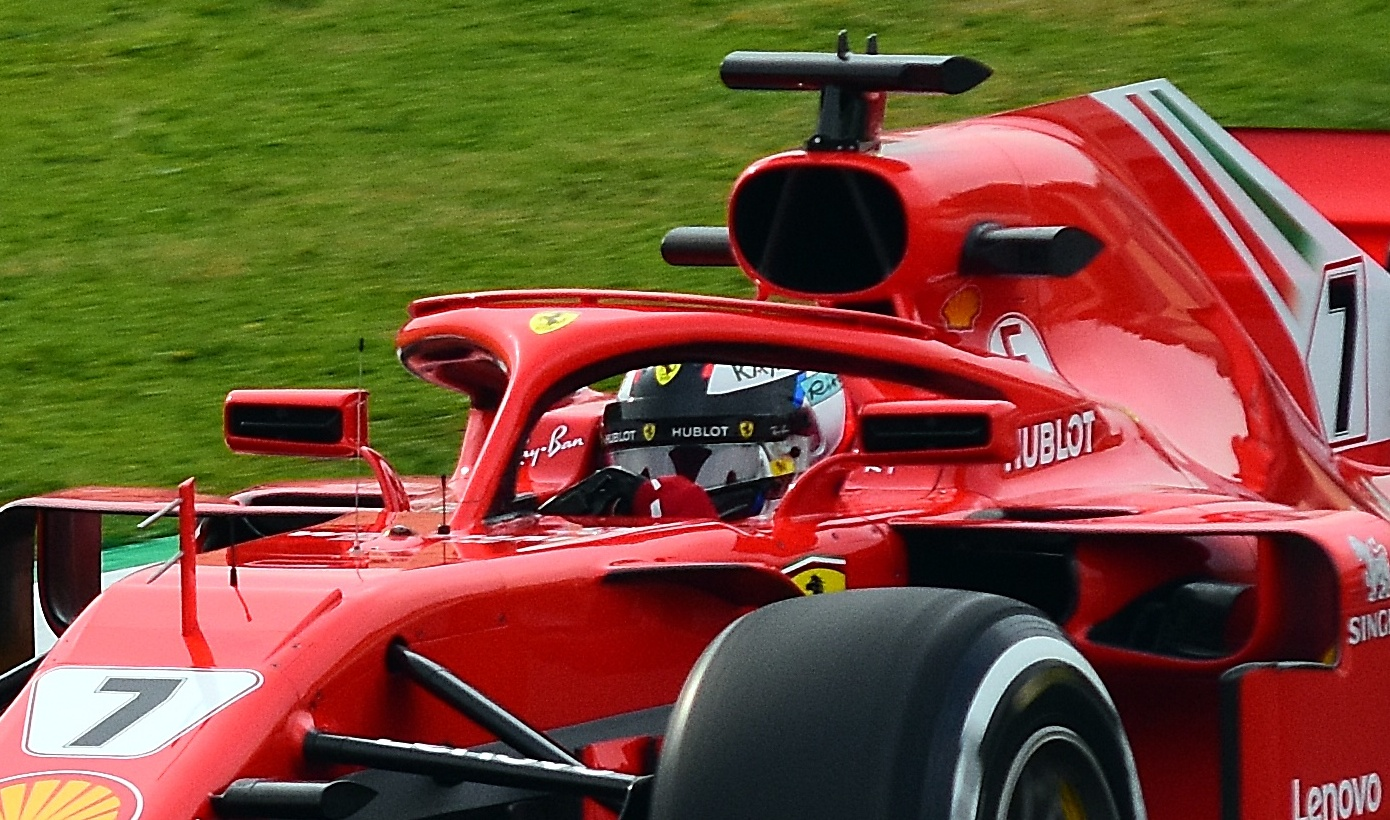
Halo-systeem op een Ferrari SF71H bestuurd door Kimi Räikkönen tijdens de pre-season test in februari 2018

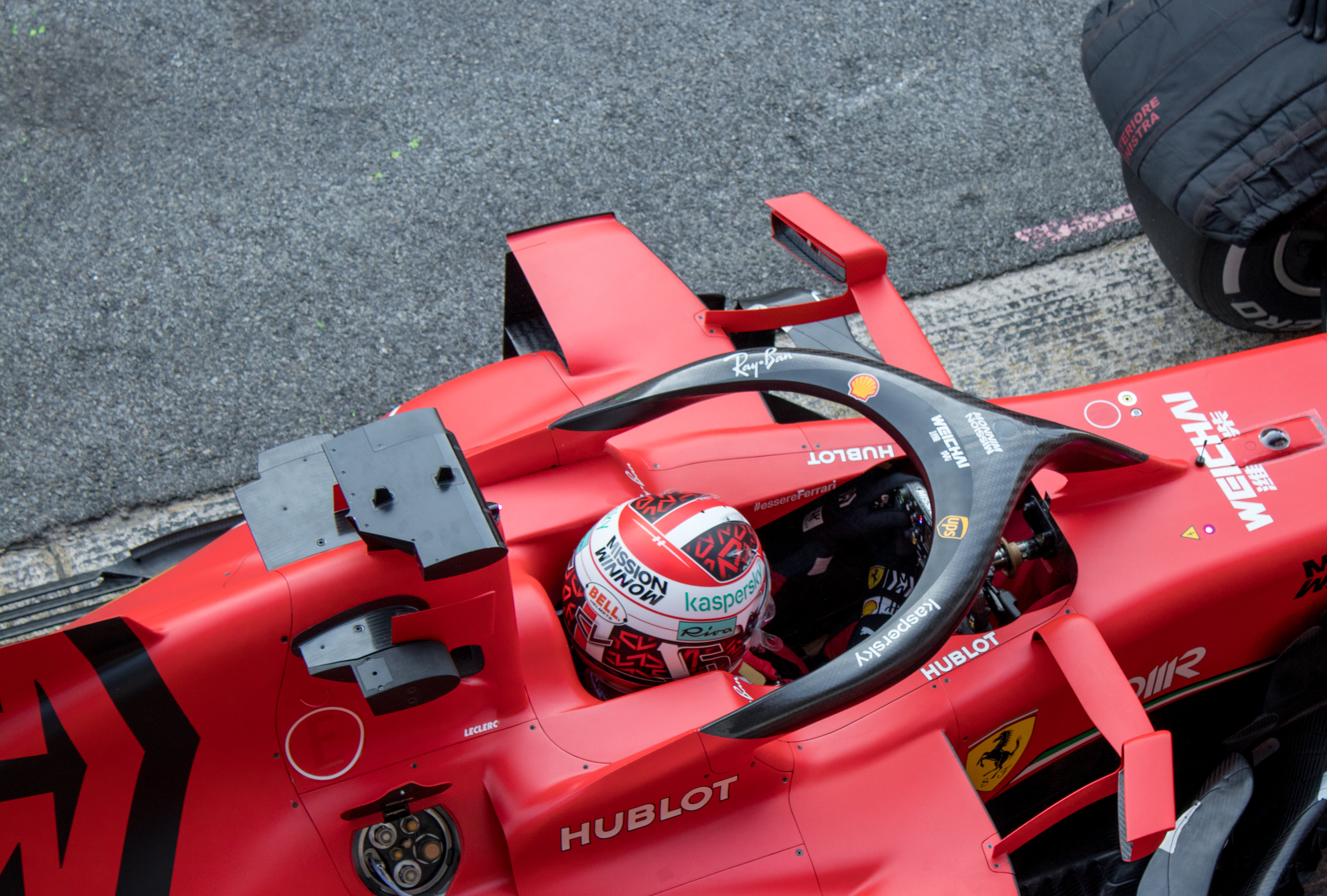
Bovenaanzicht

De halo is in de autoracerij een titanium onderdeel dat over de cockpit van een raceauto wordt geplaatst. Het dient ter bescherming van de coureur. 

## Doel
Om de coureur beter te beschermen tegen rondvliegende onderdelen, heeft de FIA het invoeren van de halo met ingang van het seizoen 2018 verplicht gesteld voor de Formule 1 en Formule 2. Met ingang van seizoen 2019 is de halo ook verplicht in de Formule E. De halo is sterk genoeg om de massa van 15 Formule 1-auto's te kunnen weerstaan.
Bij de Grand Prix Formule 1 van Bahrein in 2020 werd duidelijk dat de halo de veiligheid in de Formule 1 inderdaad heeft verbeterd, nadat Romain Grosjean een zwaar ongeluk had waarbij zijn auto op volle snelheid tegen en (gedeeltelijk) door de vangrail heen reed waarbij de racewagen in tweeën brak en in brand vloog. De halo van de auto was echter nog intact en redde hoogstwaarschijnlijk het leven van de Franse coureur. Grosjean kon zelf uit de auto klimmen en zichzelf in veiligheid brengen terwijl hij de vlammen trotseerde.